# 凤头百灵

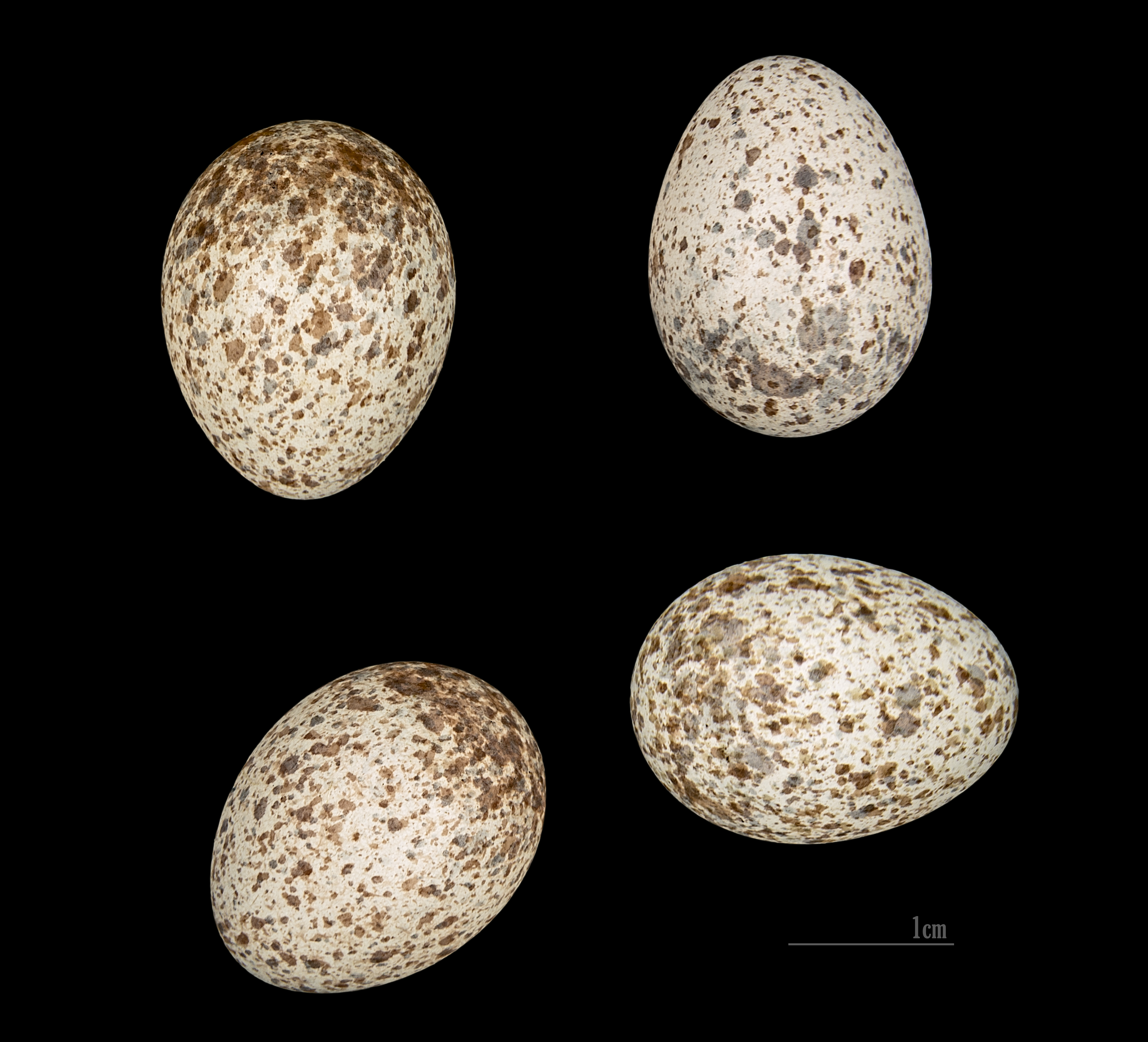
Galerida cristata

凤头百灵（学名：Galerida cristata）为百灵科凤头百灵属的鸟类，俗名凤头阿鹨儿。分布于印度、前苏联、阿富汗、蒙古、伊朗以及中国大陆的东北、河北、河南、山东、山西、陕西、内蒙古、甘肃、宁夏、青海、新疆、四川、西藏、江苏等地，主要生活于沙漠边缘、半荒漠或绿洲附近以及也见在农田和燎荒地活动。该物种的模式产地在奥地利维也纳。

## 亚种
- 凤头百灵东北亚种（学名：Galerida cristata leautungensis）。在中国大陆，分布于西藏、青海、甘肃、陕西、宁夏、山西、内蒙古、河北、河南、山东、东北、四川、江苏等地。该物种的模式产地在辽宁大连湾。[3]
- 凤头百灵新疆亚种（学名：Galerida cristata magna）。在中国大陆，分布于新疆、青海、甘肃、宁夏、内蒙古等地。该物种的模式产地在新疆莎车。[4]